# Roger Needham Award
Il premio Roger Needham è un premio assegnato agli scienziati che sono riconosciuti per importanti contributi alla ricerca informatica. La British Computer Society ha istituito un premio annuale Roger Needham in onore di Roger Needham nel 2004. Si tratta di un premio di £ 5000 a cui viene assegnato un individuo per aver dato "un distinto contributo alla ricerca in informatica da un ricercatore con sede nel Regno Unito entro dieci anni dal loro dottorato di ricerca". Il premio è finanziato da Microsoft Research. Il vincitore del premio ha l'opportunità di tenere una conferenza pubblica.

## Vincitori
- 2004 Jane Hillston on Tuning Systems: From Composition to Performance
- 2005 Ian Horrocks on Ontologies and the Semantic Web
- 2006 Andrew Fitzgibbon on Computer Vision & the Geometry of Nature
- 2007 Mark Handley on Evolving the Internet: Challenges, Opportunities and Consequences
- 2008 Wenfei Fan on A Revival of Data Dependencies for Improving Data Quality
- 2009 Byron Cook on Proving that programs eventually do something good
- 2010 Joel Ouaknine on Timing is Everything
- 2011 Maja Pantić on Machine Understanding of Human Behaviour
- 2012 Dino Distefano on Memory Safety Proofs for the Masses
- 2013 Boris Motik on Theory and Practice: The Yin and Yang of Intelligent Information Systems
- 2014 Natasa Przulj on Mining Biological Networks
- 2015 Niloy Mitra on Linking Form and Function, Computationally
- 2016 Sharon Goldwater Language Learning in Humans and Machines: Making Connections to Make Progress
- 2017 Alastair F. Donaldson on Many-Core Programming: How to Go Really Fast Without Crashing
- 2018 Alexandra Silva
- 2019 Cristian Cadar

## Comitato
Dal 2020 il comitato è composto da:
- Professor Anthony Cohn, University of Leeds
- Professor Steve Furber, University of Manchester
- Professor James H. Davenport, University of Bath
- Julia Adamson, Director of Education, BCS
- Professor Muffy Calder, University of Glasgow
- Dr. Martin Sadler
- Dr. Alastair F. Donaldson, Imperial College London
- Professor Katie Atkinson, University of Liverpool